# 密林龍屬
密林龍屬是獸腳亞目阿貝力龍科恐龍的一屬，是该科目前已知体型最大的成员，体长超过9米，体重大于3吨，且根据化石生长线的研究，该个体仍处于生长阶段，生存於白堊紀晚期的南美洲。
化石狀態非常破碎，包含：五顆不完整的牙齒、右恥骨的末端、七節部分尾椎、右脛骨、以及右腓骨的末端關節。恥骨的柄部小、脛骨峰（Cnemial crest）呈斧狀，顯示牠們屬於阿貝力龍科。這些化石發現於巴西馬托格羅索州的一處砂礫岩地層，位於亞馬遜森林地區，地質年代約7000萬年前，相當於馬斯垂克階。在2002年，亞歷山大·克爾納（Alexander Kellner）將這些化石敘述、命名，模式種是P. nevesi。屬名意為「茂密森林蜥蜴」。

## 外部連結
- Pycnonemosaurus in DinoData（页面存档备份，存于）
- Pycnonemosaurus at Dinosaurier Info (in German)